# Chalepogenus rozeni
Chalepogenus rozeni är en biart som beskrevs av Roig-alsina 1999. Chalepogenus rozeni ingår i släktet Chalepogenus och familjen långtungebin. Inga underarter finns listade i Catalogue of Life.